# Rivière Saint-Roch Ouest
Pour les articles homonymes, voir Saint-Roch.
La Rivière Saint-Roch Ouest est un affluent de la Rivière Saint-Roch Nord, coulant dans la municipalité de Sainte-Perpétue (L'Islet), dans L'Islet (municipalité régionale de comté), dans la région administrative de Chaudière-Appalaches, au Sud du Québec, au Canada.
Le cours de la « rivière Saint-Roch Ouest » coule entièrement en zones forestières. Le bassin versant de la « Rivière Saint-Roch Ouest » est accessible par le chemin du rang Taché Est et le chemin du 6e rang.

## Hydrographie
La « Rivière Saint-Roch Ouest » prend sa source au Sud-Est du chemin du chemin du rang Taché Est, dans Sainte-Perpétue (L'Islet), dans les Monts Notre-Dame.
Cette source est située à :
- 2,4 km au Nord-Ouest de la route 205 ;
- 3,4 km à l’Est du centre du village de Sainte-Perpétue (L'Islet) ;
- 14,8 km au Nord-Ouest de la frontière canado-américaine ;
- 35,0 km au Sud-Est du littoral Sud-Est du fleuve Saint-Laurent.

À partir de sa source, la « Rivière Saint-Roch Ouest » coule sur 4,1 km au Québec, selon les segments suivants :
- 1,0 km vers le Sud-Est dans Sainte-Perpétue (L'Islet), jusqu'au cours d’eau Bélanger (venant du Nord-Ouest) ;
- 3,1 km vers le Sud-Est, jusqu’à la confluence de la rivière[1].

La Rivière Saint-Roch Ouest se déverse sur la rive Ouest de la rivière Saint-Roch Nord dans Sainte-Perpétue (L'Islet). Cette confluence est située à :
- 6,1 km à l’Est du centre du village de Sainte-Perpétue (L'Islet) ;
- 11,6 km au Ouest du centre du village de Saint-Pamphile ;
- 12,5 km au Ouest-Ouest de la frontière canado-américaine (Québec-Maine).

À partir de la confluence de la « Rivière Saint-Roch Ouest », la rivière Saint-Roch Nord coule vers le Sud-Est jusqu’à la rivière Saint-Roch laquelle coule vers le Sud-Est jusqu’à la rive Est de la Grande rivière Noire (fleuve Saint-Jean) (désignée « Big Black River » dans le Maine. Cette dernière coule vers l’Est jusqu’à la rive Ouest du fleuve Saint-Jean. Ce dernier coule vers l'Est et le Ouest-Est en traversant le Maine, puis vers l'Est et le Sud-Est en traversant le Nouveau-Brunswick. Finalement le courant se déverse sur la rive Ouest de la Baie de Fundy laquelle s’ouvre vers le Sud-Ouest sur l’Océan Atlantique.

## Toponymie
Le toponyme « Rivière Saint-Roch Ouest » a été officialisé le 5 décembre 1968 à la Commission de toponymie du Québec.